# Adéla
Az Adéla az Adél női név -a képzős változata, jelentése: nemes.

## Rokon nevek
Adél, Adela, Adélia, Adelin, Alina, Alinka, Adelheid

## Gyakorisága
Az újszülötteknek adott nevek körében az 1990-es évekbeni gyakoriságáról nincs adat. A 2000-es és a 2010-es években sem szerepelt a 100 leggyakrabban adott női név között.
A teljes népességre vonatkozóan az Adéla sem a 2000-es, sem a 2010-es években nem szerepelt a 100 leggyakrabban viselt női név között.

## Névnapok
január 29., december 24.